# Lincoln, Anh

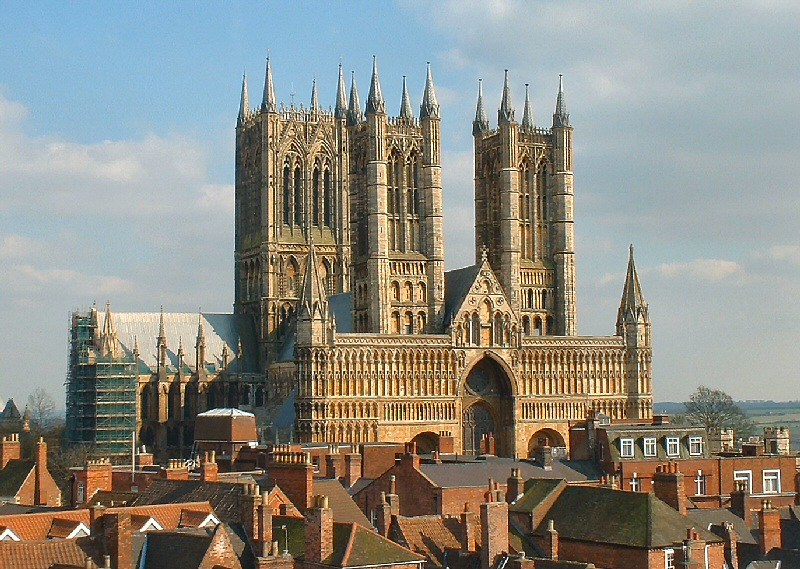
Nhà thờ Lincoln

Lincoln là một thành phố tại Anh Quốc, là thủ phủ của hạt Lincolnshire. Dân số 120.779 người. Thành phố có di tích lâu đài Lincoln và Nhà thờ lớn Lincoln nổi tiếng (từng là công trình cao nhất thế giới trước khi tháp chính bằng gỗ bị bão làm đổ vào năm 1549).